# Daurada petita del Pacífic
La daurada del Pacífic (Pluvialis fulva) és una espècie d'ocell de la família dels caràdrids (Charadriidae) que en estiu habita la tundra al nord de Rússia, des de la Península de Iamal cap a l'est fins Txukotka i a les illes del Mar de Bering i costa d'Alaska. A l'hivern habita zones costaneres d'Àfrica oriental, Àsia meridional, Indonèsia, Austràlia, algunes illes del Pacífic i Califòrnia.